# Pyrhotin
Pyrhotin (Breithaupt, 1835), chemický vzorec Fe(1-x)S (kde x=0–0,17) (sulfid železnatý), je polymorfní minerál. V přírodě se nejčastěji vyskytují jeho jednoklonné nebo šesterečné modifikace. Starší český název je kyz magnetový nebo magnetopyrit. Název pochází z řeckého pyrros – ohnivě červený, odráží barvu minerálu.

## Původ
Minerál typický pro vyšší a vysoké teploty. Hlavní výskyt je v mafických vyvřelých horninách (diorit, gabro), běžný v hydrotermálních žilách. V metamorfovaných horninách vzniká při regionální metamorfóze sulfidických ložisek. Hojný ve skarnech. Nalezen také v železných meteoritech.

## Morfologie
Krystaly jsou nejčastěji tabulkovité nebo destičkovité podle {0001}, zřídka dipyramidální, soudečkovité. Zrnité, masivní a tabulkovité agregáty. Dvojčatí podle {1012}

## Vlastnosti
- Fyzikální vlastnosti: Tvrdost 3,5–4, křehký, hustota 4,6 g/cm³, štěpnost nedokonalá podle {0001} a {1120}, lom nepravidelný.[3]
- Optické vlastnosti: Barva: žlutohnědá, bronzová, na vzduchu tombakově hnědě nabíhající. Lesk kovový, průhlednost: opakní, vryp šedočerný.
- Chemické vlastnosti: Složení: Fe 62,33 %, S 37,67 . Na uhlí se taví na černou magnetickou masu. Rozpustný v HCl a HNO3.
- Další vlastnosti: Dobře vede elektrický proud. Je magnetický, magnetismus je nepřímo úměrný podílu železa.

## Podobné minerály
- chalkopyrit, bornit

## Parageneze
- chalkopyrit, pyrit, markazit, pentlandit, magnetit

## Využití
Někdy se využívá jako ruda železa

## Naleziště
Hojný minerál.
- Česko – Staré Ransko, Příbram, Jáchymov, Chvaletice
- Slovensko – Dobšiná, Zlatá Baňa
- Německo – Bodenmais, Schauinsland
- Rumunsko – Chuisbaia
- Rusko – Norilsk
- a další.